# 陈氏 (会稽人)
陈氏，南北朝萧齐时女性人物。
为会稽郡（今浙江省绍兴市）的寒族，家中有三个女儿，没有男孩，祖父祖母年纪已经八九十了，老年痴呆，父亲得了很重的癃病，母亲和其他人过日子去了。遇到年景饥荒，三个女孩子一起到西湖采菱角、莼菜，每天轮流到市场卖货，未尝亏缺。乡里称为义门，很多人想要娶她们为妻子。长女感伤自己一家人孤独无靠，发誓不肯出嫁。祖父祖母不久相继去世，三个女孩自己操办殡葬，建了庵舍住在墓侧。